# Spoorlijn Nürnberg - Regensburg
De spoorlijn Nürnberg - Regensburg is een Duitse spoorlijn als spoorlijn 5850 onder beheer van DB Netze.

## Geschiedenis
Het traject door de Bayerische Ostbahnen AG werd in fases geopend.
- 1 december 1871: Nürnberg - Neumarkt
- 15 mei 1873: Neumarkt - Seubersdorf
- 1 juli 1873: Seubersdorf - Regensburg

In de periode tussen 1894 en 1896 werd het tweede spoor aangelegd.

## Treindiensten

### DB
De Deutsche Bahn verzorgt het personenvervoer op dit traject met RE / RB treinen.

#### InterCityExpress
De InterCityExpress, afgekort als ICE, zijn de snelste trein van spoorwegmaatschappij DB Fernverkehr, onderdeel van Deutsche Bahn AG.
De Deutsche Bahn AG gebruikt voor deze treindienst treinstellen van het type 411 en 415.

#### Inter City
De Inter City, afgekort IC verving in 2002 de Inter Regio treinen van de spoorwegmaatschappij DB Fernverkehr, onderdeel van Deutsche Bahn AG.
De Deutsche Bahn AG gebruikt voor tractie van deze treindienst de locomotieven van het type 101 .

#### TEE
Trans Europ Express (TEE) was de benaming voor een netwerk van luxueuze binnenlandse en internationale sneltreinen in Europa, dat van start ging in 1957.
Het concept was bedacht door F.Q. den Hollander, toenmalig president-directeur van de Nederlandse Spoorwegen.

#### Euro City
Op 31 mei 1987 richtten de spoorwegmaatschappijen van de Europese Unie, Oostenrijk en Zwitserland met 64 treinen het EuroCity-net als opvolger van de Trans Europ Express (TEE) op. In tegenstelling tot de TEE kent de EuroCity naast eerste klas ook tweede klas.

#### S-Bahn Nürnberg
De S-Bahn treinen zijn vanaf december 2010 zijn op het traject tussen Nürnberg en Neumarkt gepland.

### BeNEX
De E-Net Donautalbahn zijn vanaf december 2010 zijn op het traject tussen Nürnberg en Neumarkt gepland.

## Aansluitingen
In de volgende plaatsen is of was er een aansluiting van de volgende spoorlijnen:

### Nürnberg
- Nürnberg - Augsburg, spoorlijn tussen Nürnberg en Augsburg
- Nürnberg - Bamberg, spoorlijn tussen Nürnberg en Bamberg
- Nürnberg - Cheb, spoorlijn tussen Nürnberg en Cheb
- Nürnberg - Crailsheim, spoorlijn tussen Nürnberg en Crailsheim
- Nürnberg - Feucht, spoorlijn tussen Nürnberg en Feucht
- Nürnberg - München, spoorlijn tussen Nürnberg - Ingolstadt - München
- Nürnberg - Roth, spoorlijn tussen Nürnberg en Roth
- Nürnberg - Schwandorf, spoorlijn tussen Nürnberg en Schwandorf
- Nürnberg - Würzburg, spoorlijn tussen Nürnberg en Würzburg
- Verkehrs-Aktiengesellschaft Nürnberg (VAG), tram en U-Bahn in en rond Nürnberg

### Feucht
- Feucht - Wendelstein, spoorlijn tussen Feucht en Wendelstein
- Feucht - Altdorf, spoorlijn tussen Feucht en Altdorf

### Ochenbruck
- Nürnberg - Feucht, spoorlijn tussen Nürnberg en Feucht

- Burgthann - Allersberg, spoorlijn tussen Burgthann en Allersberg

### Neumarkt (Oberpf)
- Sulztalbahn, spoorlijn tussen Neumarkt en Dietfurt
- Dehn und Söhne, spooraansluiting Dehn und Söhne
- Heidelberg Cement, spooraansluiting Heidelberg Cement

### Regensburg
- Donautalbahn, spoorlijn tussen Regensburg en Ulm
- München - Regensburg, spoorlijn tussen München en Regensburg
- Regensburg - Passau, spoorlijn tussen Regensburg en Passau
- Regensburg - Hof, spoorlijn tussen Regensburg en Hof
- haven spoor Regensburg

## Elektrische tractie
Het traject werd door de Deutsche Bahn AG (DB) in 1953 geëlektrificeerd met een spanning van 15.000 volt 16 2/3 Hz wisselstroom.

## Afbeeldingen

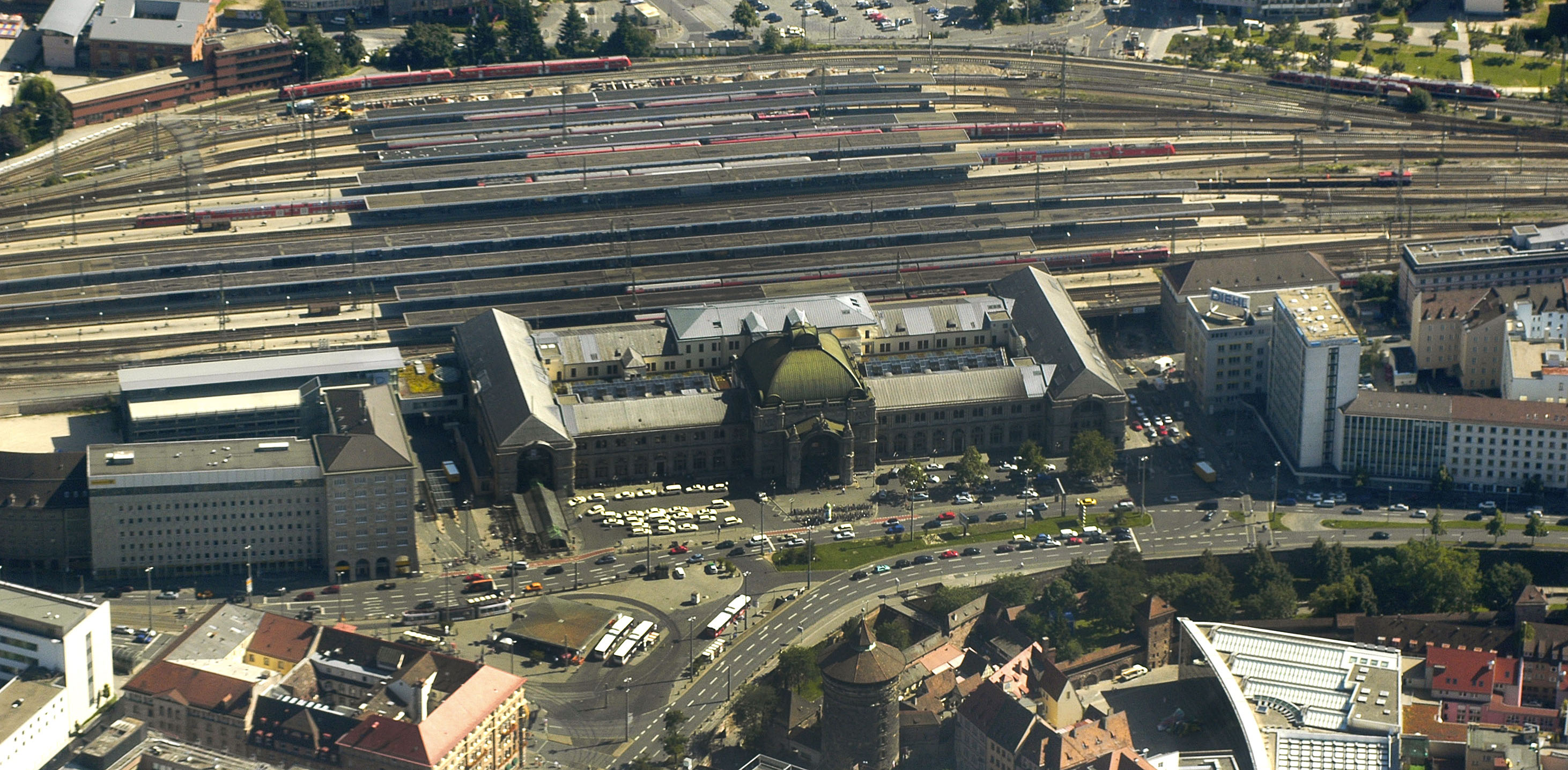
Nürnberg Hauptbahnhof
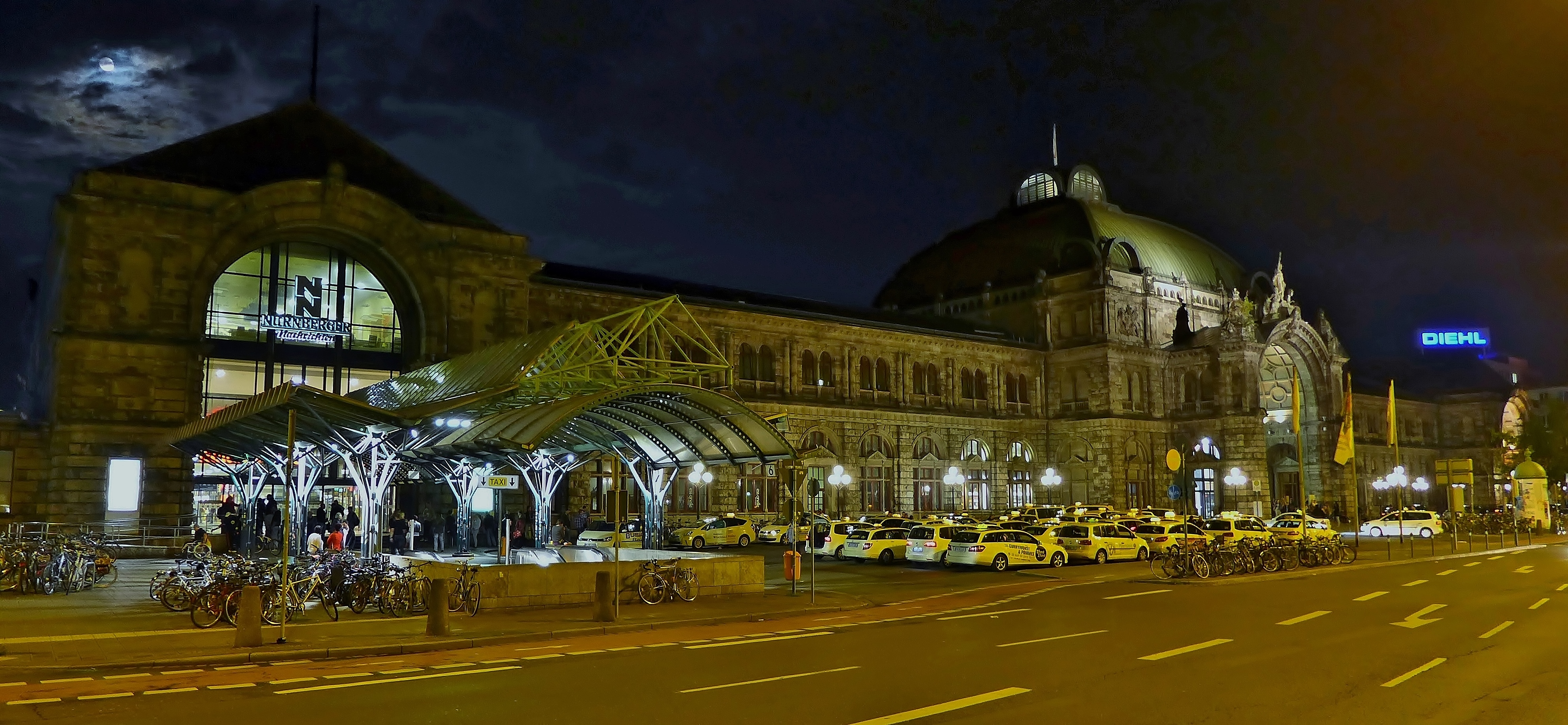
Nürnberg Hauptbahnhof
Halte Oberferrieden
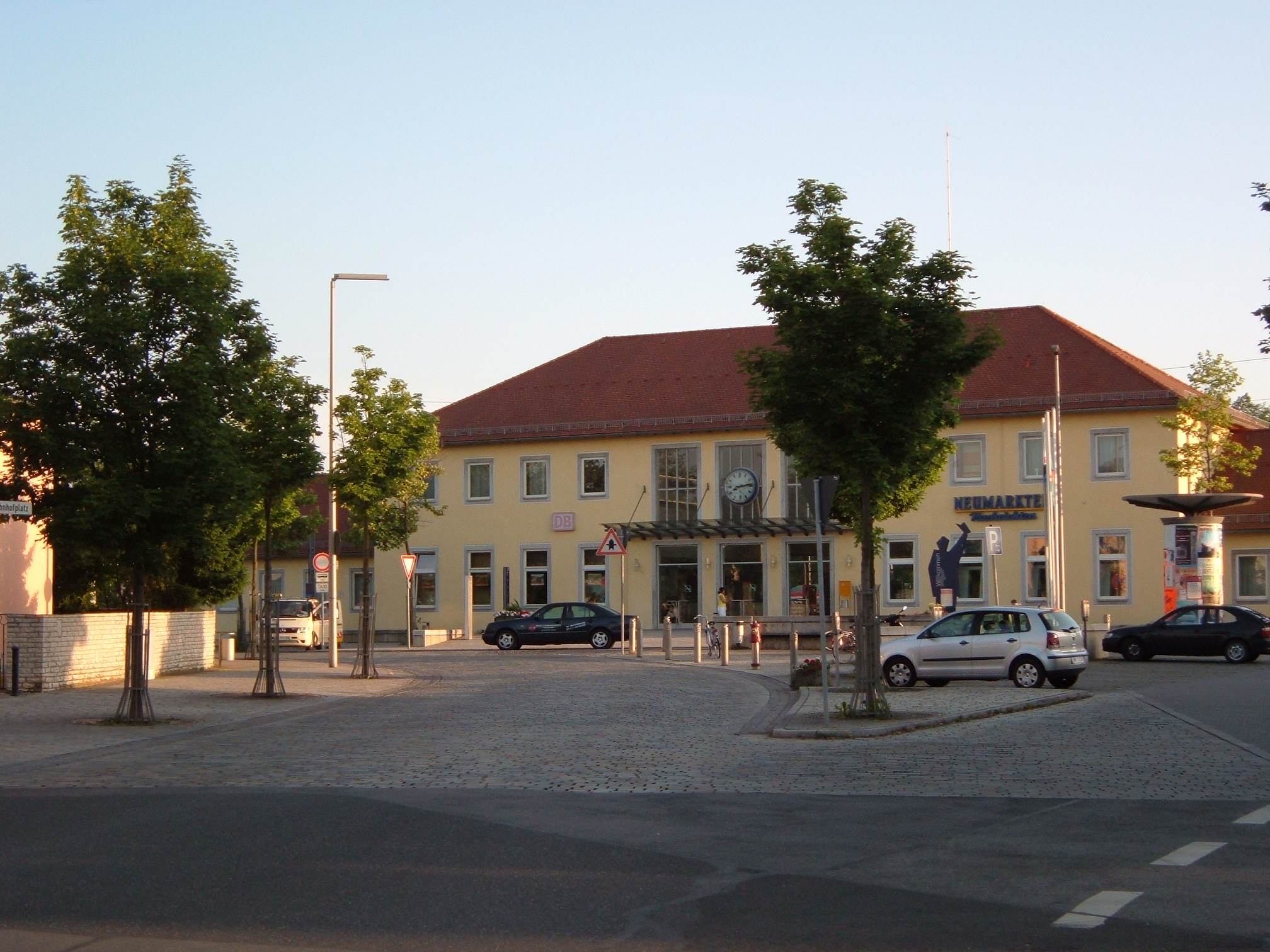
Station Neumarkt
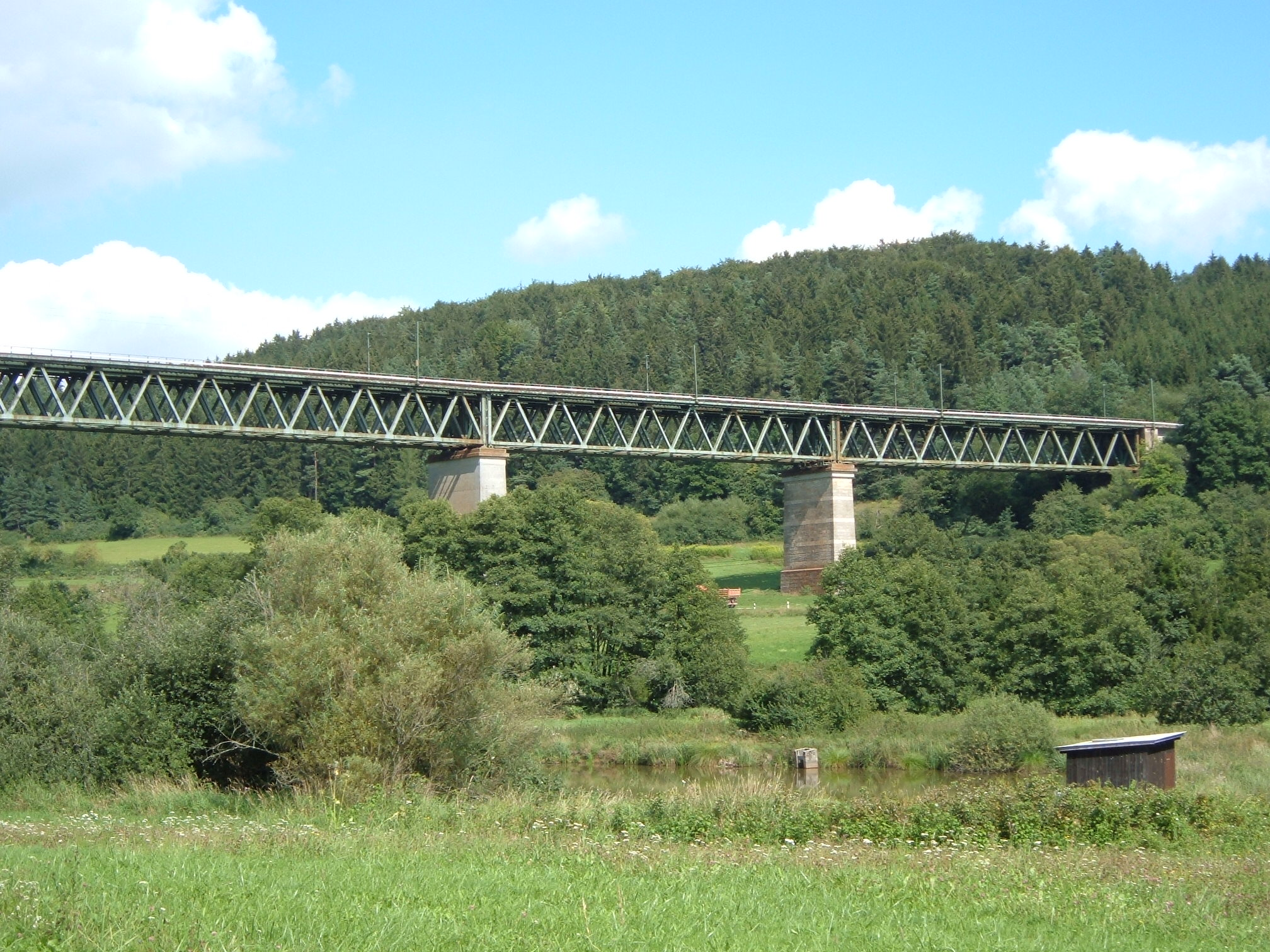
Viaduct over de Weiße Laber
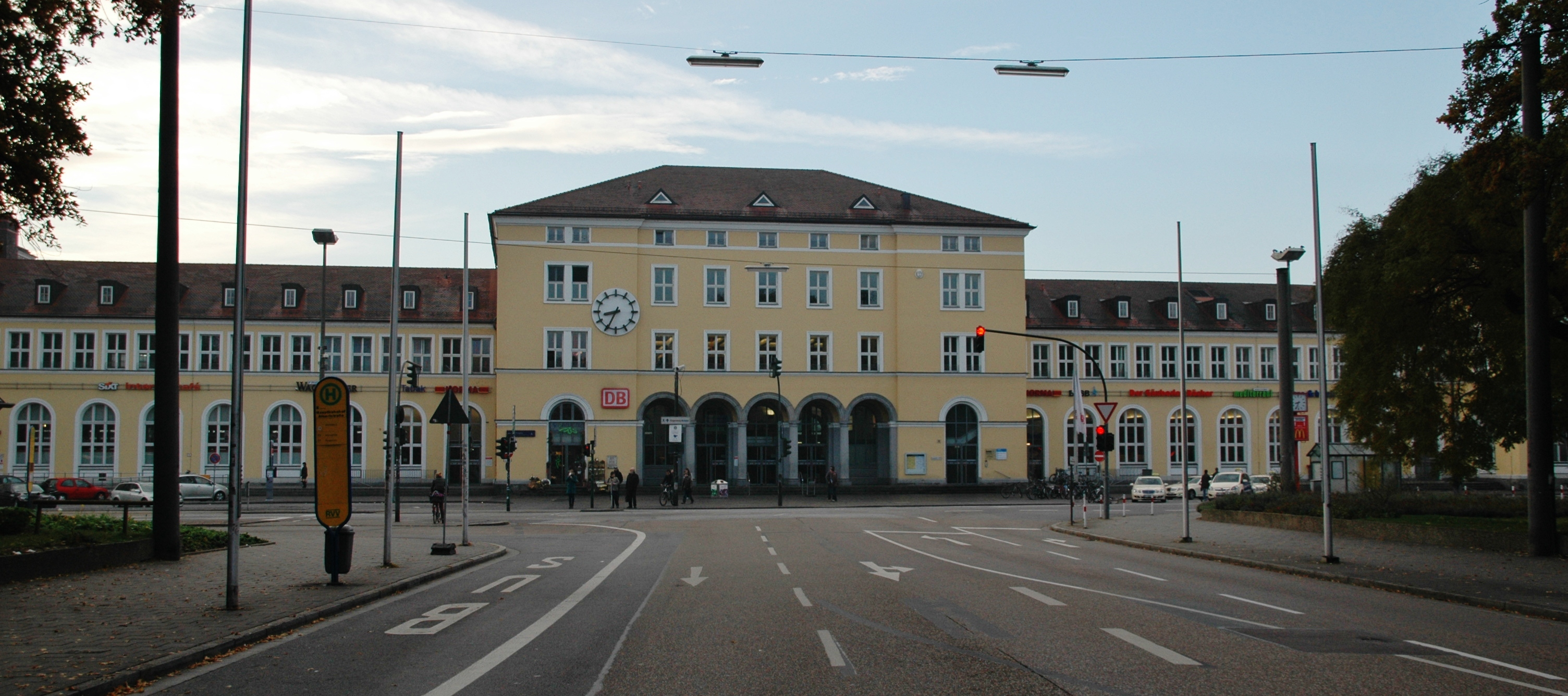
Regensburg Hauptbahnhof